# アシュリー・エバンス
アシュリー・エバンス（Ashley Evans、1994年12月23日 - ）は、アメリカ合衆国の女子バレーボール選手。アメリカ代表。

## 来歴

### クラブチーム
オハイオ州バトラー郡出身。ラコタ・イースト高校でバレーボールを始めた。卒業後はパデュー大学へ進学し、NCAA女子バレーボール選手権などに出場した。大学では機械工学を専攻していた。2018/19シーズンにスペインリーグのCV Logroñoへ入団し、スペインリーグ、スペインカップ、スーパーカップで3冠を果たし、スペインカップではMVPとベストセッター賞を受賞した。2019/20シーズンはハンガリーのBékéscsabai Röplabda SEでプレーし、年明けからフランスリーグのRCカンヌと契約した。2020/21シーズンはドイツブンデスリーガのVC Wiesbadenでプレーした。2021/22シーズンはフランスリーグのTerville-Florange OCと契約し、フランスリーグ4位となった。2022/23シーズンはドイツブンデスリーガのLadies in Black Aachenへ移籍し、1シーズンプレーした。2023/24シーズンはルーマニアのCSMブカレストに移籍した。

### 代表チーム
2019年、アメリカ代表に初選出。2021年、北中米選手権に出場した。2022年、パンアメリカンカップで銅メダルを獲得した。2023年、ネーションズリーグとパリ五輪予選に出場した。

## 球歴
- オリンピック予選 - 2023年
- ネーションズリーグ - 2023年
- 北中米選手権 - 2021年

## 所属クラブ
- パデュー大学
- Club Voleibol Logroño（2018-2019年）
- Békéscsabai Röplabda SE（2019年）
- RCカンヌ（2020年）
- VC Wiesbaden（2020-2021年）
- Terville-Florange OC（2021-2022年）
- Ladies in Black Aachen（2022-2023年）
- CSMブカレスト（2023年）
- グランドラピッズ・ライズ（英語版）（2024年）
- バレー・ベルガモ（2024-）